# Waffen-SS

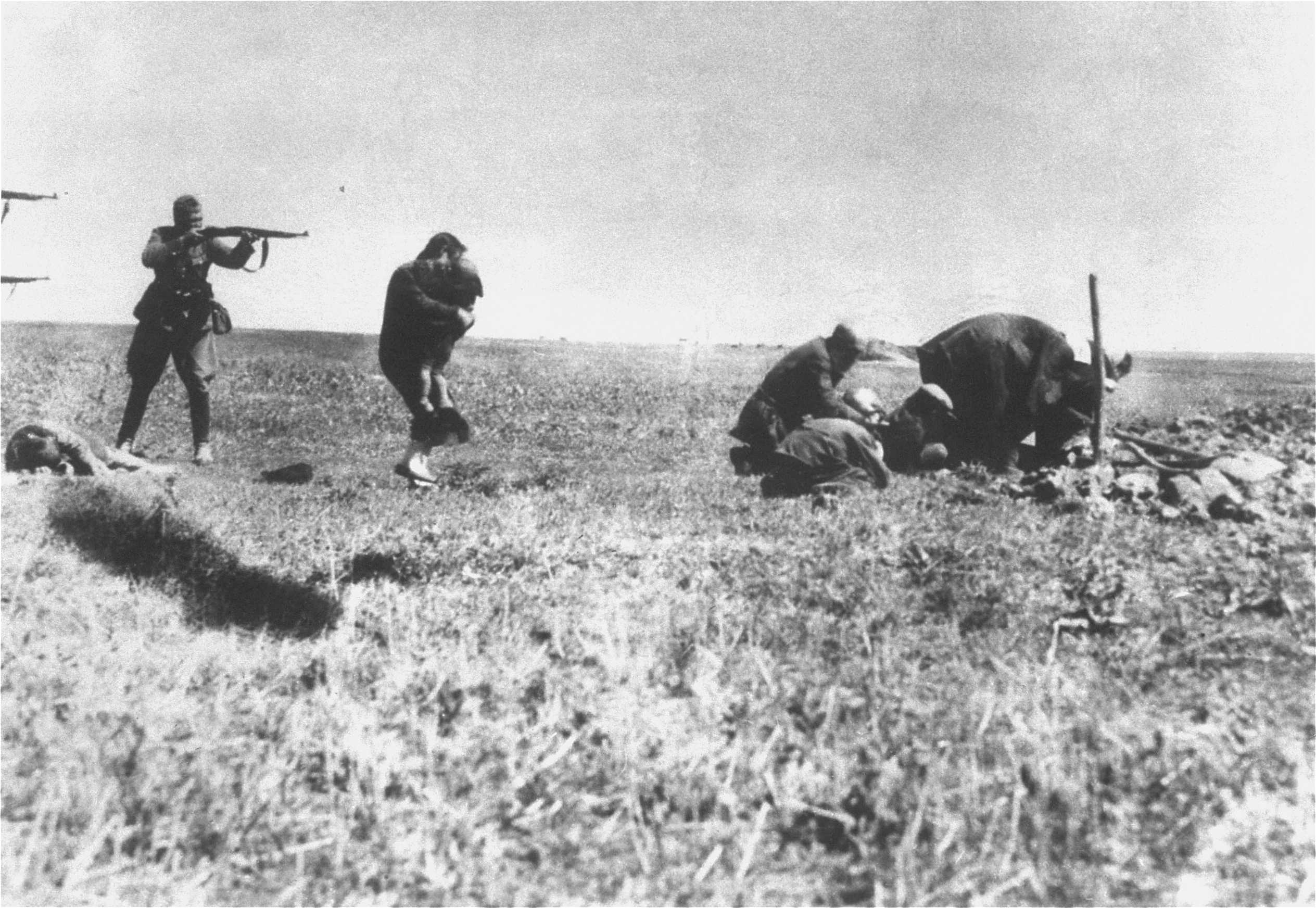
Soldats alemanys de la Waffen-SS executant jueus a Ivangorod (Ucraïna) el 1942 durant la Segona Guerra Mundial.

Les Waffen-SS eren el cos de combat d'elit del Schutzstaffel (més coneguda com a SS, o cos de protecció). Dirigida pel Reichsführer-SS Heinrich Himmler; els Waffen-SS actuaren durant la Segona Guerra Mundial. Finalitzada la guerra foren perseguits i duts a camps de Rússia i els seus líders jutjats per crims de guerra.
Després de principis humils com a unitat de la protecció per a la direcció del Partit Nazi, les Waffen-SS creixeren eventualment com una força de combat que abastaven 950.000 homes, en total es batrien sota el signe de les Waffen SS homes de vint-i-cinc nacionalitats; entre ells, albanesos, armenis, flamencs, valons, búlgars, txecs, eslovacs, croats, danesos, estonians, espanyols, finlandesos, francesos, grecs, holandesos, indis, anglesos, italians, letons, lituans, noruecs, romanesos, russos, suecs, turcs i ucraïnesos. Als Judicis de Nuremberg, les Waffen-SS foren condemnades com a part d'una organització criminal a causa de la seva participació en atrocitats i crims de guerra, encara que els soldats en foren eximits.

## Començaments

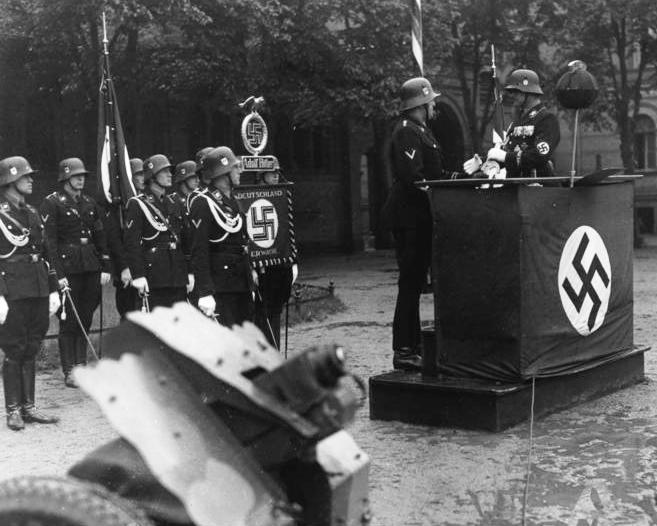
Desfilada pel tercer aniversari de Leibstandarte SS Adolf Hitler en terrenys de la caserna". Sepp Dietrich és al faristol. Maig de 1935.

El quadre original dels Waffen-SS provenia dels Freikorps i del Reichswehr juntament amb diverses formacions paramilitars de dreta. Format per instigació de Heinrich Himmler, el Leibstandarte SS Adolf Hitler era la primera formació de la qual sorgiren les Waffen-SS. Quan el SA fou depurat en la Nit dels ganivets llargs, molts homes van demanar la seva transferència a les SS, engrossint les seves files i donant com a resultat la formació de diverses noves unitats incloent els SS-Verfügungstruppe i els SS-Totenkopfverbände. La majoria dels homes de les Waffen-SS va rebre originalment les armes de segona mà i l'equip, de moltes formacions era de txecs i austríacs. Llevat d'un selecte grup de divisions germàniques dels SS, aquesta política va continuar a través de la guerra. La majoria del millor equip va anar a les divisions de l'elit de les SS Panzergrenadier-Division Grossdeutschland i PanzerLehr-Division i a la Divisió de Hermann Göring de la Luftwaffe

## Concepte i entrenament
L'entrenament de combat dels Schutzstaffel consistia sobretot en uns quants mesos d'entrenament bàsic intensiu amb tres objectius: bona salut, habilitat amb les armes i adoctrinament polític. L'entrenament era tan intensiu que un de cada tres aspirants no passava el curs. Després d'aquest entrenament bàsic, s'enviava els reclutes a les escoles d'especialistes on rebien l'entrenament addicional a la seva branca de combat. A mesura que progressava a guerra i els reemplaçaments eren realitzats amb més freqüència, particularment després de l'extensió dels Waffen-SS que seguien l'èxit dels SS-Panzerkorps en Khàrkiv, la intensitat de l'entrenament passà a ser una mica més relaxada.
Per als oficials el focus estava en el comandament en el combat, generalment en els SS-Junkerschule. El procés tendia a produir soldats i oficials excepcionals, i molts dels temes bàsics de l'entrenament dels Waffen-SS són encara utilitzats per moltes forces armades actuals.
Es posà una forta èmfasi a crear un lligam entre els oficials i els seus homes, per això es feia passar als candidats a oficial per l'entrenament bàsic juntament amb els reclutes allistats. D'aquesta forma es generava una confiança i un respecte mutus entre els oficials i els homes. Alhora significava una relació molt més relaxada si ho comparem amb el cas contrari del Heer (exèrcit alemany), on la disciplina era tallant i existí una política de separació entre els oficials i els homes allistats. Tot i que pot ser difícil entendre-ho ara per què qualsevol persona s'oferiria voluntàriament per als Waffen-SS, durant la guerra l'organització va ser presentada com una força multinacional que protegia Europa contra els mals del comunisme. A més, l'entrenament accentuava la cohesió de la unitat i el respecte mutu entre els oficials i els homes, molt millor que la disciplina a ultrança. En les Waffen-SS, no era un requisit saludar als oficials i es va optar per una salutació més ocasional: el braç dret aixecat verticalment en una versió relaxada de la salutació nazi. (Aquesta salutació es retrata en moltes pel·lícules de la guerra). També va ser prohibida la pràctica de dirigir-se a un superior com a Herr ("senyor"), fins i tot Himmler era tractat simplement pel seu grau.

## Bateig de Foc

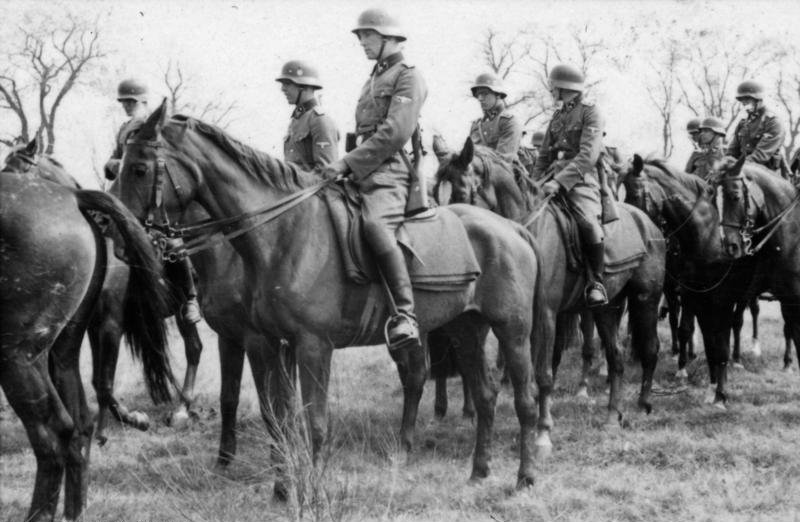
Homes i cavalls de la Brigada de Cavalleria SS Setembre 1941

Quan es va acostar el començament de la guerra, Himmler va demanar la formació de diverses unitats de combat dels SS-Standartes (unitats de la grandària d'un regiment). Les tres formacions que resultaven (el LSSAH, els SSVT la SSTV) van participar en la invasió de Polònia Durant la campanya en l'oest, el Totenkopf i LSSAH van estar implicats en diverses atrocitats. El funcionament total dels Waffen-SS havia estat mediocre durant aquestes campanyes. El pobre funcionament inicial de les unitats Waffen-SS era principalment a causa de l'èmfasi en l'adoctrinament polític més que en l'entrenament militar apropiat abans de la guerra. Això era en gran part a causa de l'escassetat d'instructors experimentats, que va preferir romandre amb l'exèrcit regular. A pesar d'això, l'experiència guanyada de les campanyes de Polònia, França i dels Balcans i de la peculiar forma igualitària d'entrenament aviat va donar a les unitats Waffen-SS com a formacions d'elit. En diverses ocasions, els Waffen-SS van ser criticats pels comandants de l'exèrcit regular per la seva indiferència imprudent amb les morts mentre que prenien o portaven a terme objectius. No obstant això, les divisions Waffen-SS es van provar com uns soldats excepcionals i disciplinats sobretot en Carèlia.
Els Waffen-SS van provar de debò el seu valor durant la tercera batalla de Kharkov, on el II.SS-Panzerkorps sota el comandament del SS-Brigadeführer Paul Hausser va recobrar la ciutat i va parar l'ofensiva soviètica, salvant les forces del grup d'Erich von Manstein. A mitjan 1943, el II.SS-Panzerkorps va participar en l'operació Ciutadella i el LSSAH, la Divisió DasReich i el Totenkopf (ara divisions de Panzergrenadier) van participar en les batalles de Kursk. Mentre que l'èxit de les divisions va augmentar, ho va fer també la dificultat de les missions que se'ls va assignar. En els mesos del final de la guerra, les formacions Waffen-SS van ser assignades a missions impossibles per Hitler, que les va veure eficaces en el combat, i també fidels en el polític. L'operació Konrad per a alliberar el cercle de Budapest i l'operació de Frühlingserwachen per a recobrar els camps petrolífers hongaresos van ser condemnades al fracàs, i Hitler va proclamar que els Waffen-SS havien de ser dissolts i agregats a altres unitats, ordenant el retir de títols honoraris. L'ordre va disgustar i no la va complir el comandant de VI.SS-Panzer-Armee, SS-Oberstgruppenführer Josep' Sepp ' Dietrich.

## Divisions Clàssiques de les Waffen-SS
Com els cossos Waffen-SS eren de batalla en camp obert, diverses de les seves divisions van ser considerades d'elit. Aquestes divisions van ser caracteritzades per una moral extremadament alta i una capacitat excel·lent en el combat, així com estar polititzats en la missió d'una Croada contra el bolxevisme i la defensa d'Europa. També van ser beneficiats amb freqüència amb el millor equip disponible. Aquestes divisions es refereixen com les divisions clàssiques Waffen-SS, i inclouen el LSSAH, Das Reich, Totenkopf, Wiking, Wallonie, Hohenstaufen, Frundsberg, Nordland, Charlemagne i la Hitlerjugend.

## Voluntaris i reclutes estrangers
Himmler, desitjant ampliar els Waffen-SS, va advocar per la idea de fer-ho com la legió estrangera francesa. El Reichsführer va concebre la guerra com una Croada contra el bolxevisme. Mentre que s'aprovaven per al servei als voluntaris de les regions que havien estat ocupades immediatament, Himmler pressionat i impacient per crear unitats de més i més estrangers, a la fi de 1940, va assolir l'autorització i obertura d'una Divisió multinacional dels SS, la Wiking. El comandament de la Divisió va ser donat al SS-Brigadeführer Felix Steiner. Steiner va assumir llavors l'organització de la Divisió voluntària. La Wiking va rebre l'encàrrec de combatre pocs dies després de l'inici de l'Operació Barbarroja, i va demostrar ser una unitat impressionant en el moment de la lluita. Les formacions (voluntàries) daneses, armènies, flamenques, noruegues, finlandeses i holandeses aviat van ser destinades al combat, i van poder demostrar gradualment el seu valor.
Quan l'èxit de l'experiment va arribar a ser evident, el Reichsführer va començar a buscar a reclutes més allunyats de l'ideal germànic, planejant la formació de legions dintre dels grups ètnics vists com a inferiors a les races nòrdiques d'Europa. Hitler, no obstant això, dubtava a permetre que s'incloguessin a voluntaris estrangers en formacions que estaven basades en la pertinença ètnica ària, preferint que les absorbissin les divisions multinacionals. Hitler va témer que, tret que els reclutes estrangers fessin seva la idea d'una Alemanya unida, les raons per a lluitar d'aquestes unitats es tornessin contràries, danyant així la causa alemanya. Tanmateix a Himmler li va ser permès crear les seves noves formacions, però havien de ser regulades per oficials alemanys. A partir de 1942-43, diverses noves formacions van ser conformades per letons, estonians, ucraïnesos i de bosnians. El Reichsführer havia evadit l'aplicació de les lleis de raça demanant que les unitats Waffen-SS formades amb els homes no-aris fossin assenyalades merament com auxiliars, més que com a divisions de la SS.
L'ús de les runes de la SS en el coll de l'uniforme va ser prohibit per a tals unitats, però això es va solucionar usant els emblemes del país del qual venia cada voluntari. Tots els oficials i homes no-germànics en aquestes unitats van fer el seu canvi de SS a Waffen (per exemple: un Hauptscharführer letó seria assenyalat com un Waffen-Hauptscharführer en comptes de SS-Hauptscharführer). La capacitat del combat de les Waffen-SS va ser variada d'unitat a unitat: les formacions letones, franceses i estonies van lluitar de forma excepcional, mentre que les unitats croates i albaneses es van mostrar molt deficients. Molts aventurers i idealistes van engrossir les files de les SS pretextant la lluita contra el comunisme. Al mateix temps, molts d'aquests voluntaris van ser reclutats per diverses raons, per exemple: es van concedir perdons als que s'havien unit al 34.SS-Freiwilligen-Grenadier-Division Landstorm Nederland, es van eximir a alguns del treball forçat i del càstig. Els voluntaris, a canvi, rebien aliment, paga i tranquil·litat. La majoria dels reclutes que es van unir per tals raons rarament van provar ser bons soldats, i diverses unitats integrades per tals voluntaris van estar implicades en fets criminals.
Cap a la fi de l'any 1943, va arribar a ser evident que el nombre del reclutes voluntaris era insuficient per a resoldre les necessitats dels militars alemanys, de manera que el reclutament forçós va ser introduït. Himmler, insatisfet amb el nombre creixent de les formacions voluntàries, va intentar guanyar el control de totes les forces del voluntari que servien del costat alemany. Això va posar als SS en desacord amb l'exèrcit, car ja diverses unitats voluntàries havien estat posades sota control de l'exèrcit. Un exemple d'això va ser l'oferiment voluntari de la División Azul (espanyola) al comandament de l'exèrcit. Malgrat d'això, Himmler va fer campanya constant per a tenir a tots els voluntaris sota la bandera de les SS. En diversos casos, com al mantenir el comandament de les unitats ROA i el 5.SS-Freiwilligen-Sturmbrigade Wallonien en mans de les SS, es van prendre decisions encertades, i passant poc més d'un any, la majoria de les unitats estrangeres dels voluntaris va caure sota el comandament de les SS. Encara que diverses unitats voluntàries es van comportar ineficaçment en combat, la majoria va realitzar de manera apropiada la seva tasca, de tal manera que voluntaris francesos i espanyols de les SS, juntament amb el romanent del 11.SS-Freiwilligen-Panzergrenadier-Division Nordland, van formar la defensa final del Reichstag el 1945.
Després de la rendició alemanya, molts voluntaris van ser presos i posats en confinament en els seus països d'origen, sota càrrecs de col·laboracionisme i/o traïció, però en la majoria dels casos es va executar als voluntaris. A aquells voluntaris provinents dels estats bàltics i d'Ucraïna, en el millor dels casos, solament els restava l'opció de passar els anys següents confinats als gulags. Molts altres voluntaris Waffen-SS, incloent-hi molts veterans de Wiking, van evitar el càstig enrolant-se en la Legió Estrangera francesa, i molts homes provinents de la SS van lluitar i van morir en la batalla de Dien Bien Phu el 1954, en ple conflicte oriental. Un cas excepcional va ser el de Leon Degrelle -líder de la Legió Valònia ("Legion Wallonie"), un contingent de voluntaris belgues que combatia juntament amb l'exèrcit del Reich- que va escapar del territori en guerra cap a Espanya, on amb la complicitat de la dictadura de Franco, i pesar de ser condemnat a mort en rebel·lia per les autoritats belgues per traïció, va viure un tranquil exili fins a la seva mort el 1994. Un rellevant cas oposat, fou el de John Amery, qui fou el líder del Britisches Freikorps. El govern britànic el va capturar mentre fugia i va ser executat al desembre de 1945 sota el càrrec de traïció.

## Crims de guerra

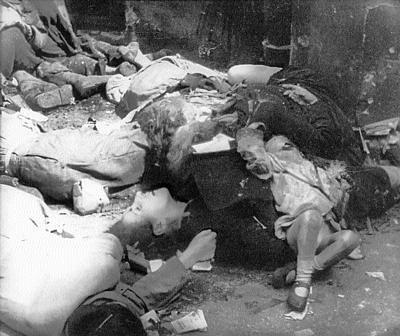
Civils polonesos assassinats per les tropes -SS- alemanes.

Diverses formacions dintre dels Waffen-SS van ser culpables de crims de guerra. Els casos més notoris d'aquests crims van ser Oradour-sur-Glane, Marzabotto i la massacre de Malmedy. Les formacions que van participar en aquests successos, integrades sobretot per ex criminals, Einsatzgruppen i presoners de guerra russos i ordenades pel fanàtic Oskar Dirlewanger. Ell i Bronislaw Kaminski, van ser culpats per aquests crims. Encara en el període d'hostilitats, i després de les seves accions en la Sublevació de Varsòvia, les queixes de l'exèrcit van donar lloc que aquestes unitats fossin dissoltes i que diversos dels seus membres, posteriorment a la guerra (Kaminski inclòs), fossin executats pel seu actiu paper en aquests incidents. De manera similar, la unitat Waffen-Sturm-Brigada RONA té en el seu expedient de combat haver assassinat presoners americans, així com una conducta intolerable. Mentre que divisions com Nordland i Nord van mantenir els seus expedients virtualment inqüestionables, la majoria de les divisions Waffen-SS van estar implicades, almenys, en accions qüestionables. Per exemple: el personal de Totenkopf, de les divisions SS, tenia assignada la vigilància dels camps de concentració i extermini.
Sense importar l'expedient individual de les unitats de combat dintre dels Waffen-SS, l'organització sencera va ser declarada una organització criminal pel tribunal militar internacional durant els Judicis de Nuremberg, llevat dels soldats rasos, que van ser eximits d'aquest judici a causa de la mobilització forçada. Les accions de Himmler i de la jerarquia nazi en l'estructura dels SS, els camps de concentració i Einsatzgruppen van significar que tal decisió era inevitable.

## Llista de Divisions Waffen-SS
Les divisions Waffen-SS estaven tàcticament sota el comandament de l'exèrcit mentre que altres unitats com el Totenkopf estaven sota el comandament de les SS. En conjunt 38 divisions van ser emprades activament en combat, les quals estaven dividides en les següents branques 
- 3 Kavallerie-Divisionen (Divisió de cavalleria)
- 7 Panzer-Divisionen (Divisió Cuirassada)
- 8 Panzer-Grenadier-Divisionen (Divisió d'infanteria mecanitzada)
- 1 Gebirgs-Divisionen (Divisió de Muntanya)
- 4 Waffen-Gebirgs-Divisionen (Divisió de muntanya no alemanyes)
- 5 Grenadier-Divisionen (Divisió d'infanteria)
- 10 Waffen-Grenadier-Divisionen (Divisió d'infanteriía no alemanya)

Les 38 divisions eren les següents 
- 1a Divisió Leibstandarte SS Adolf Hitler
- 2a Divisió SS Das Reich
- 3a Divisió SS Totenkopf
- 4a Divisió SS Polizei
- 5a Divisió Panzergrenadier SS Wiking
- 6a Divisió SS de Muntanya Nord
- 7a Divisió de Voluntaris de Muntanya SS Prinz Eugen
- 8a Divisió de Cavalleria SS Florian Geyer
- 9a Divisió Panzer SS Hohenstaufen
- 10a Divisió Panzer SS Frundsberg (a ella va pertànyer Günter Grass, Premi Nobel de Literatura 1999)
- 11a Divisió de Voluntaris Panzergrenadier SS Nordland
- 12a Divisió Panzer SS Hitlerjugend
- 13a Divisió de Muntanya Waffen SS Handschar (1a Croata)
- 14a Divisió Waffen SS de Granaders (1a Ucraïnesa)
- 15a Divisió Waffen SS de Granaders (1a Lituana)
- 16a SS Panzergrenadier Divisió Reichsführer-SS
- 17a Divisió Panzergrenadier SS Götz von Berlichingen
- 18a SS Voluntaris Panzergrenadier Divisió Horst Wessel
- 19a Waffen Divisió SS de Granaders (2a Lituana)
- 20a Waffen Divisió SS de Granaders (1a Estoniana)
- 21a Divisió de Muntanya Waffen SS Skanderbeg (1a Albanesa)
- 22a Divisió SS de Voluntaris Cavalleria Maria Theresa
- 23a Waffen Divisió de Muntanya SS Kama (2a Croata)
- 23a SS Voluntaris Panzergrenadier Divisió Nederland (Holandesa)
- 24a Waffen Divisió de Muntanya Karstjäger (txecs i Austriacs)
- 25a Waffen Divisió de Granaders SS Hunyadi (1a Hongaresa)
- 26a Waffen Divisió de Granaders SS (2a Hongaresa)
- 27a Divisió de Granaders SS Voluntaris Langemarck (1a Flamenca)
- 28a Divisió de Granaders SS Voluntaris Wallonien (Valons)
- 29a Divisió de Granaders SS (1a Russa)
- 29a Waffen Divisió de Granaders SS Voluntaris (1a Italiana)
- 30a Waffen Divisió de Granaders SS (2a Russa)
- 31a Divisió de Granaders SS Voluntaris Böhmen und Mähren
- 32a Divisió de Granaders SS Voluntaris 30 de Gener
- 33a Divisió de Granaders SS (3a Hongaresa)
- 33a Divisió de Voluntaris Granaders SS Charlemagne (1a Francesa)
- 34a Divisió de Granaders SS Voluntaris Landstorm Nederland (holandesa)
- 35a Divisió de Granaders SS i Policia
- 36a Divisió de Granaders SS Dirlerwanger
- 37a Divisió de Granaders SS Voluntaris Lützow
- 38a Divisió de Granaders SS Nibelungen

## Banderes de voluntaris estrangers

Braçalet dels SS
Símbol del sol viking, molt present a les insígnies de voluntaris Waffen.
Bandera dels voluntaris Azad Hind
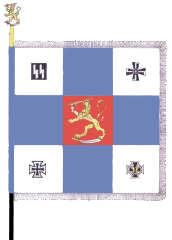
Bandera de la Legió Finesa
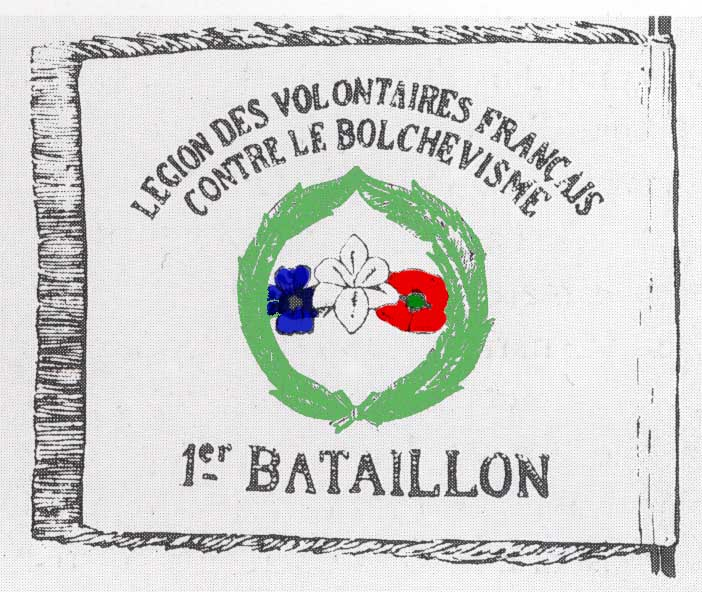
Bandera de Batalló dels Voluntaris Francesos
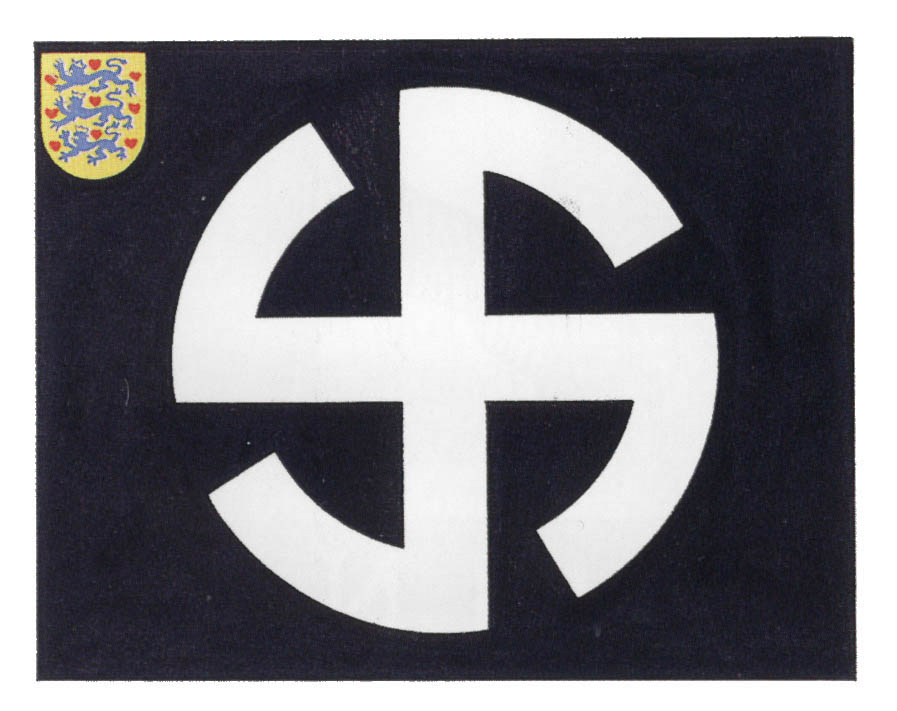
Bandera del cos Schalburg, voluntaris estonians
Bandera dels voluntaris noruecs
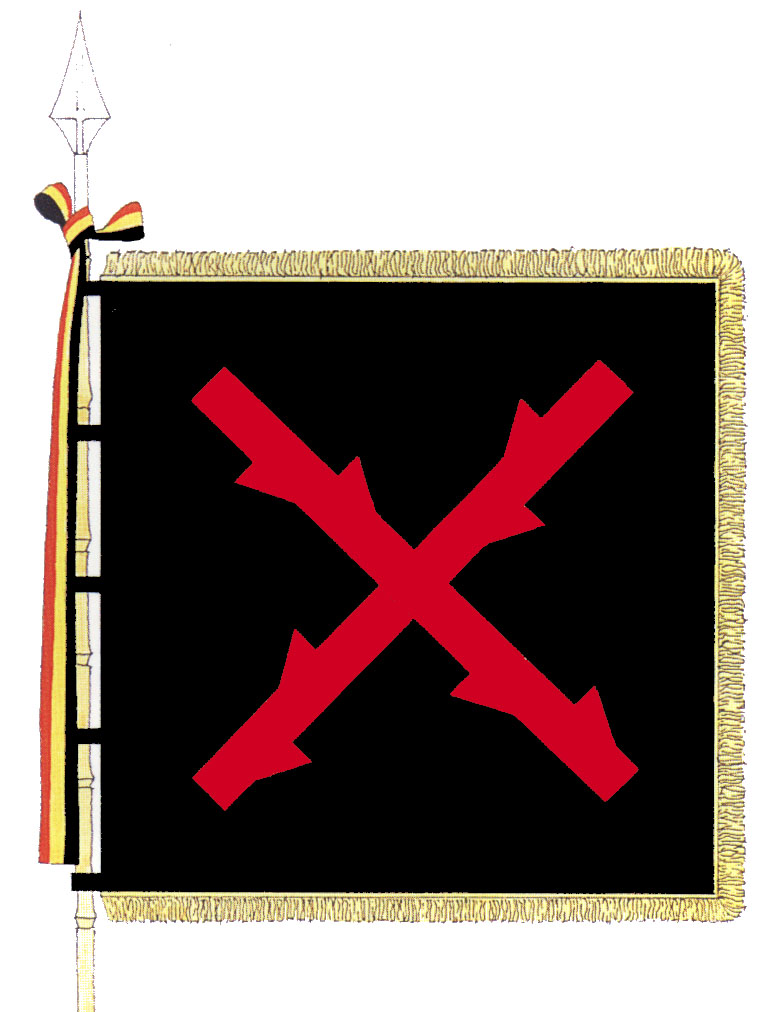
Bandera de la Legió Valona
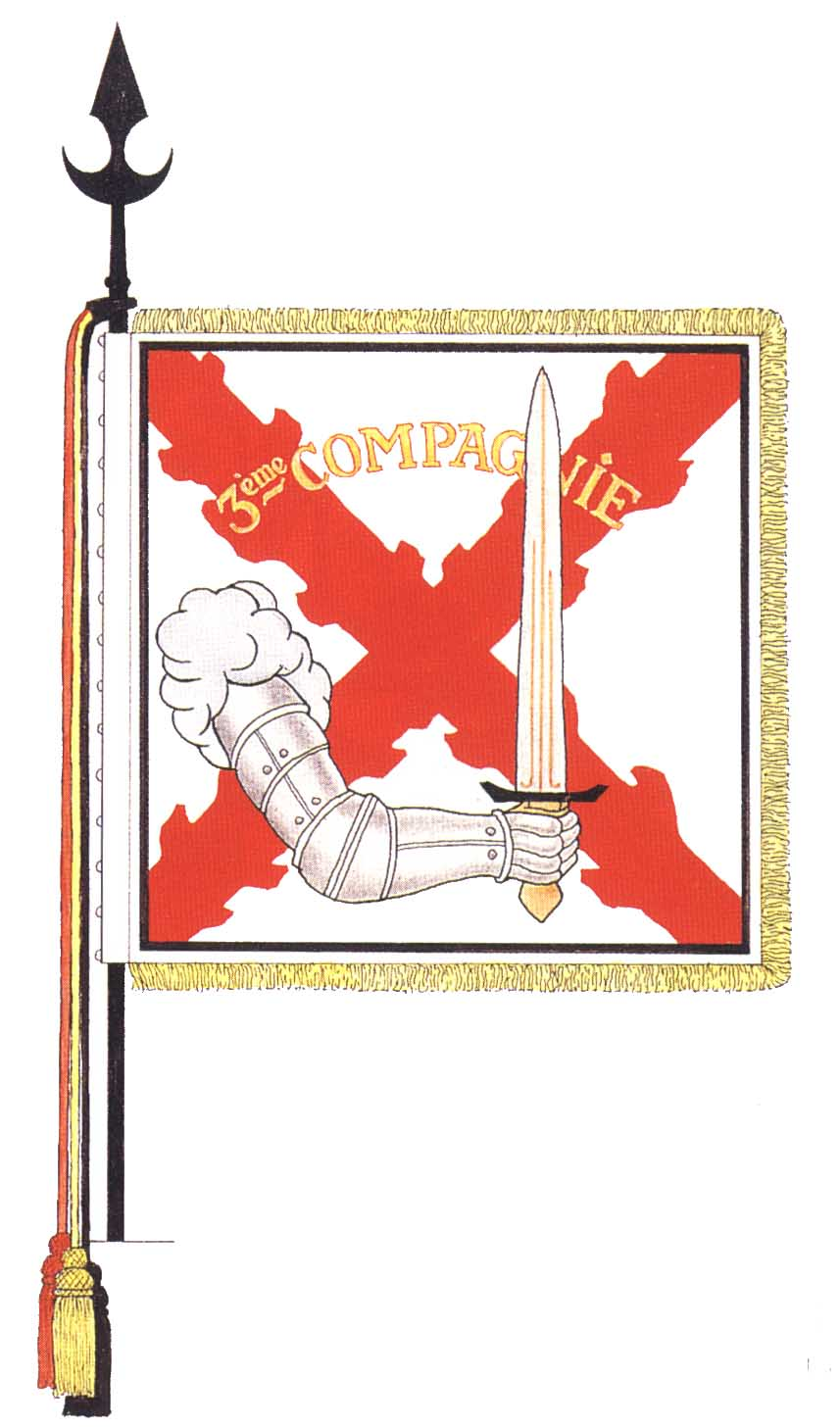
Bandera de la 3a Companyia de la Legió Valona
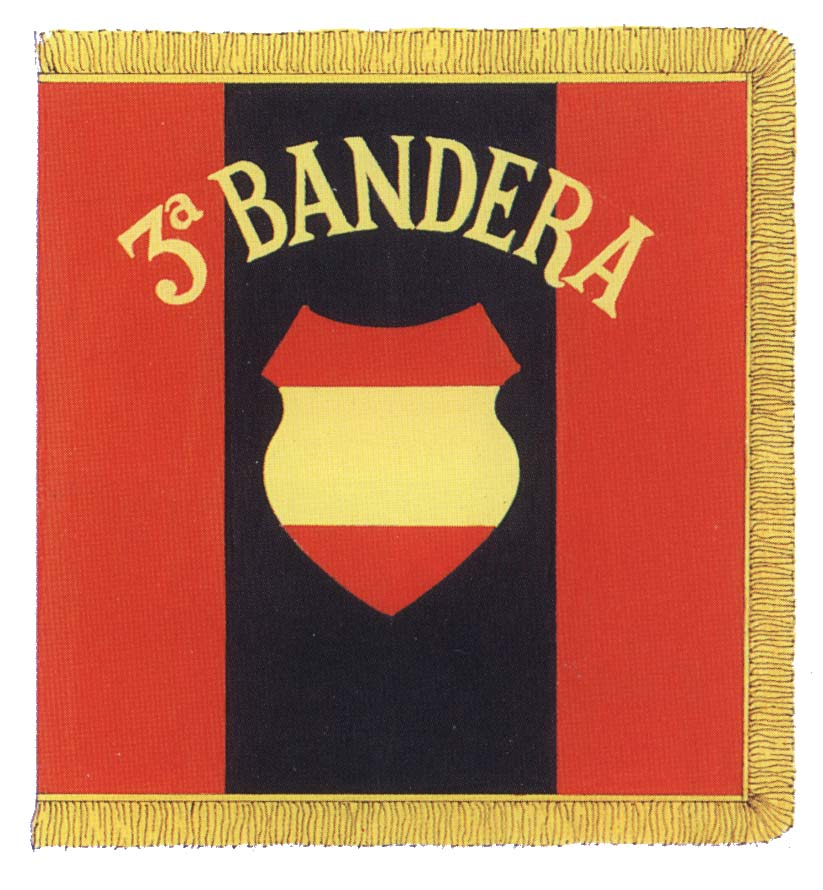
Bandera del Tercer Batalló de la División Azul